# Scheelita
La scheelita és un mineral de la classe dels sulfats que dona nom i pertany al grup de la scheelita. Va ser anomenada així l'any 1821 per Karl Caesar von Leonhard en honor de Carl Wilhelm Scheele (1742-1786), químic i apotecari suec.

## Característiques
La scheelita és un mineral format per wolframi i calci. Cristal·litza en el sistema tetragonal piramidal. Es troba en cristalls en forma de bipiràmide tetragonal, habitualment de color blanc grisós amb tons groguencs i marronosos. La seva duresa a l'escala de Mohs oscil·la entre 4,5 i 5. És isostructural amb la powel·lita, amb la qual forma una sèrie de solució sòlida. La seva aplicació més important és com a mena de wolframi. Aquest n'és un mineral estratègic, ja que un dels usos principals del wolframi és en la indústria bèl·lica, en blindatges, etc. Són especialment apreciades quan el color assoleix una intensa tonalitat taronja.

## Formació i jaciments
És un mineral primari comunament trobat com a component de zones de metamorfisme de contacte de molt alta temperatura, de filons hidrotermals d'alta temperatura, pegmatites granítiques i vetes hidrotermals de mitja temperatura, i en dipòsits al·luvials. Sol trobar-se associada a altres minerals com: wolframita, vesuvianita, tremolita, turmalina, topazi, fluorita, diòpsid, cassiterita i apatita. Actualment els millors exemplars estan sortint de Xuebaoding (Xina), acompanyats per moscovita i alguns casos albita, de vegades en espectaculars combinacions amb fluorita, cassiterita o beril. A Catalunya se n'han trobat petits cristalls a les mines de Costabona (Vallespir), a Queralbs (Ripollès) i a Can Llavor (Susqueda).

## Varietats
- La scheelita cúprica, una varietat amb coure que podria tractar-se d'una barreja amb cuprotungstita.[5]
- La molibdoscheelita, una varietat que conté molibdè.[6]

## Grup de la scheelita
El grup de la scheelita està integrat per cinc espècies.
| Espècie    | Fórmula  |
| ---------- | -------- |
| Powel·lita | Ca(MoO₄) |
| Raspita    | Pb(WO₄)  |
| Scheelita  | Ca(WO₄)  |
| Stolzita   | Pb(WO₄)  |
| Wulfenita  | Pb(MoO₄) |